# Barbacena
Barbacena város Brazíliában, Minas Gerais államban. Lakosainak száma 125 317 fő (2022). Barbacena São João del Rei, Barroso, Antônio Carlos, Alfredo Vasconcelos, Carandaí, Ibertioga, Oliveira Fortes, Santa Bárbara do Tugúrio, Desterro do Melo, Ressaquinha, Prados, Dores de Campos és Santos Dumont községekkel határos.

## Népesség
A település népességének változása:
| Lakosok száma | 114 126 | 126 284 | 138 204 | 139 061 | 125 317 |
|               | 2000    | 2010    | 2020    | 2021    | 2022    |